# Wohn- und Geschäftshaus Richard Lindner
Das Wohn- und Geschäftshaus Richard Lindner liegt in der Ursprungsgemarkung der sächsischen Stadt Radebeul, in der Hauptstraße 9; in jüngster Zeit (Stand Anfang 2021) wurde die Adresse auf Sidonienstraße 2i geändert.

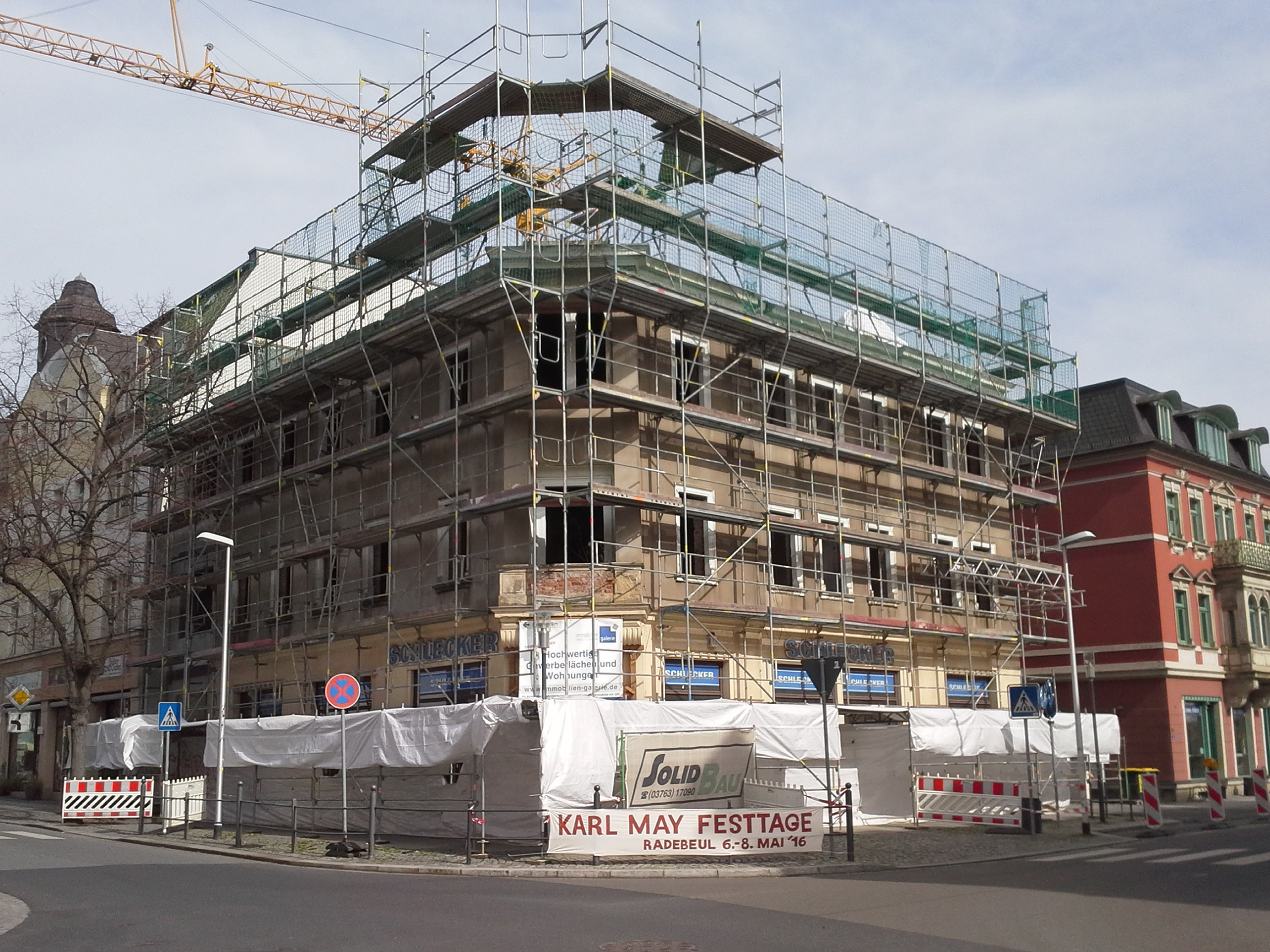
Wohn- und Geschäftshaus Hauptstraße 9 im April 2016

Der Bau wurde 1891 durch den Baumeister F. A. Bernhard Große für den ebenfalls aus Kötzschenbroda stammenden Kaufmann Richard Lindner errichtet.

## Beschreibung

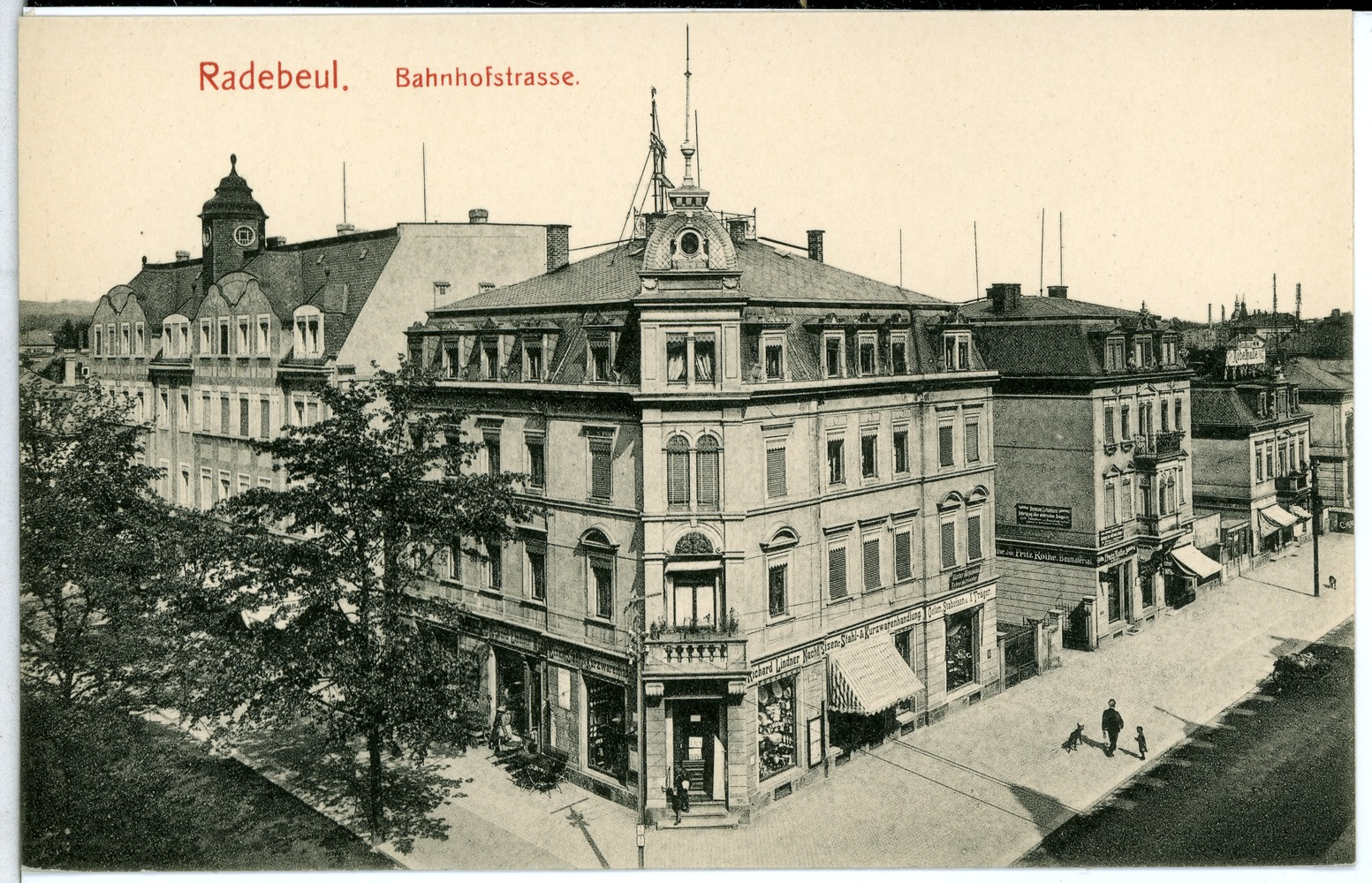
Hauptstraße 9 im Jahr 1909

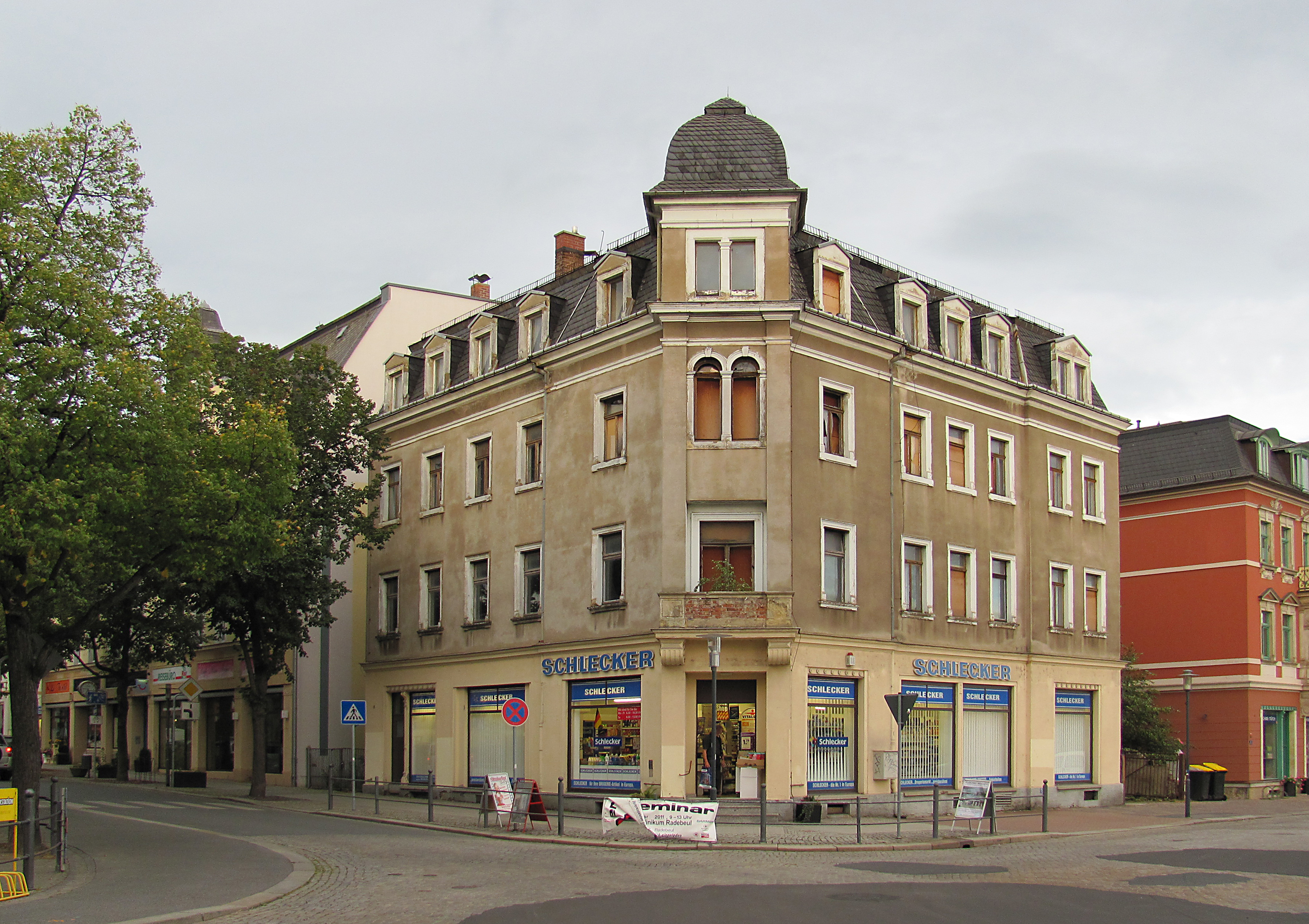
Hauptstraße 9. Rechts die Sidonienstraße 2 im Jahr 2011

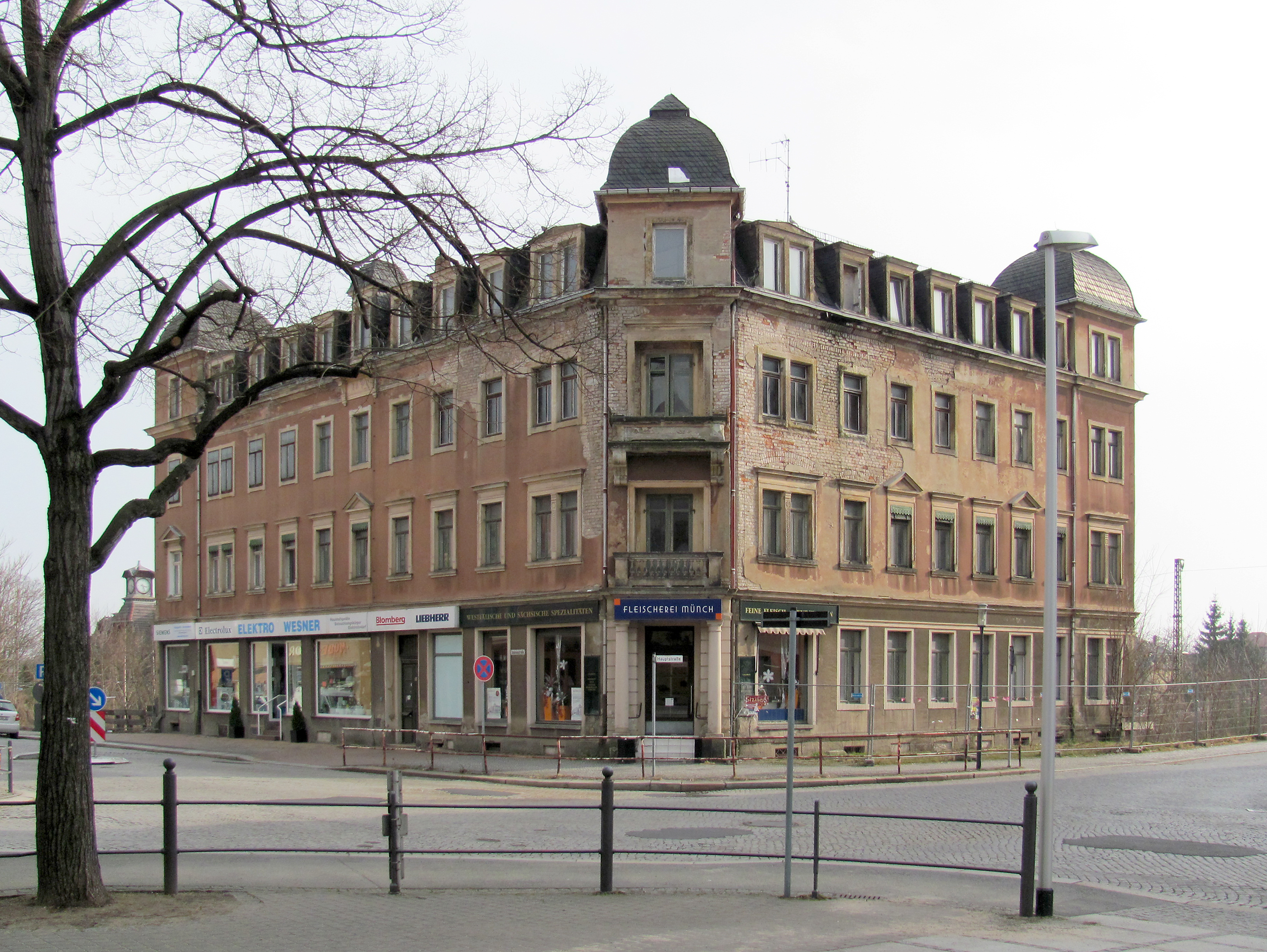
Südlicher Nachbar Sidonienstraße 1 im März 2011 vor dem Abriss, ein Jahr älteres gestalterisches Vorbild für die Eckgestaltung

Das dreigeschossige, denkmalgeschützte Mietshaus mit Ladenlokal steht auf dem nordöstlichen Eckgrundstück der Kreuzung Hauptstraße, mit der Sidonienstraße im Osten und der Pestalozzistraße im Westen. Angelegt wie eine geschlossene Bebauung mit Brandmauern zu den Grundstücksnachbarn wurde das Gebäude jedoch freistehend von diesen errichtet.
Die Ecke ist verbrochen und wird durch einen viergeschossigen Eckrisalit mit vierseitiger Kuppel überhöht. Das Gebäude zitiert damit das Aussehen des etwa ein Jahr vorher entstandenen südlichen Nachbargebäudes Sidonienstraße 1. Vor dem Obergeschoss der Eckfassade hängt ein Balkon, der den Ladeneingang im Erdgeschoss überdacht und schützt.
Das freistehende Gebäude besitzt ein ausgebautes, schieferverkleidetes Plattformdach, belichtet durch Dachgauben. Das als Ladenetage ausgebildete Erdgeschoss zeigt große Schaufenster. Die Wohnetagen standen im Jahr 2016 leer.
In der schlicht verputzten Fassade mit inzwischen reduzierter Gliederung sitzen Fenster, die mit Sandstein eingefasst sind.
In der Kreisdenkmalliste von 1979 war das Gebäude Bestandteil der denkmalgeschützten Straßenkreuzung Ernst-Thälmann-Straße/Pestalozzistraße, zusammen mit den drei anderen Eckgebäuden (Schillerschule, Ernst-Thälmann-Straße 8 und der 2011 abgerissenen Sidonienstraße 1). Die Denkmaleigenschaft resultiert vor allem aus dem ortsentwicklungsgeschichtlichen Wert des Gebäudes.